# Art écoféministe

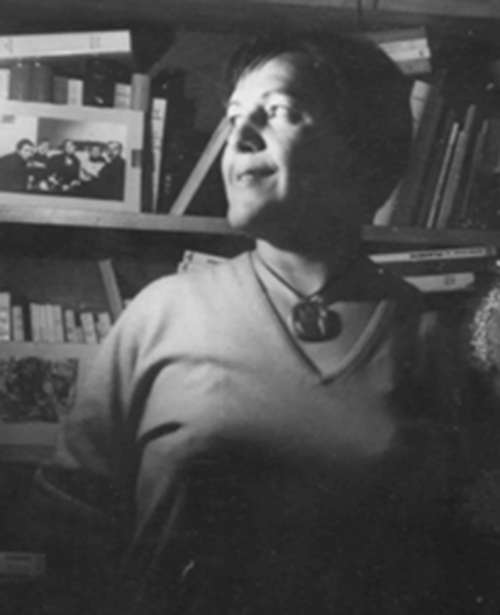
Françoise d'Eaubonne

L'art écoféministe se développe dans les années 1970 parallèlement au courant de pensée éponyme (qui ne sera nommé qu’après-coup en 1974, d'après l'expression de Françoise d'Eaubonne), selon lequel l’avènement de la société capitaliste patriarcale a permis en même temps la domination de la nature et des femmes. Il trouve son expression dans les arts plastiques et performatifs, la musique, la littérature et le cinéma. 

## Vue d'ensemble
D’après Silvia Federici dans Caliban et la Sorcière ou encore Carolyn Merchant dans La Mort de la Nature, l’entrée dans la modernité s’est accompagnée d’une réorganisation sociale majeure, où la nature est exploitée à des fins de croissance (industrialisation), et les femmes dominées et cantonnées à la sphère privée.
A l’instar de Donna Haraway dans Des singes, des cyborgs et des femmes, l’écoféminisme promeut de nouveaux récits, qui questionnent la place des femmes (plus largement des minorités) et de la nature/de la Terre. Par conséquent, l’art écoféministe est une expression privilégiée de ces réflexions, et intrinsèquement militant.
Les sensibilités artistiques écoféministes se déploient dans différentes formes, supports et médiums dans les années 1970 et 1980. La difficulté à catégoriser les sensibilités écoféministes dans les arts est due à la multiplicités des approches adoptées, ce qui contribue à faire de l’art dit écoféministe une mouvance diffuse, à traiter au cas par cas. Concernant les arts plastiques et performatifs, les représentantes pionnières et les mieux connues en sont, à divers degrés, Ana Mendieta, Judy Chicago, Mary Beth Edelson, Rachel Rosenthal, Mierle Laderman Ukeles, Cecilia Vicuña. L’intervention dans le milieu urbain ou non-aménagé par l’être humain est également un moyen d'expression majeur de l'art éco-féministe : des interventions in-situ notamment chez Patricia Johanson, Ágnes Dénes, Betsy Damon, Bonnie Ora Sherk sont une manière de lier art écologique et art féministe. La littérature est également un domaine phare de développement de l’écoféminisme, par le biais de l’essai ou de la fiction, en France notamment avec Françoise d'Eaubonne, et aux Etats-Unis avec Ursala K. Le Guin. La musique pop s'imprègne également des théories éco-féministes, avec des artistes telles que Björk.

## Eco-féminisme et littérature
La littérature, et notamment la fiction et la science-fiction, permet l’application concrète de concepts écoféministes, puisqu’elle rend possible la réécriture ou la création de nouveaux récits. La littérature écoféministe invente et réinvente des mondes, remettant ainsi en cause les récits et les schéma normatifs dominants.

Ursula K. Le Guin

Dans La Théorie de la Fiction-Panier, Ursula K. Le Guin pose la question du récit dominant du chasseur sur les parois des grottes préhistoriques, qui s’est construit aux dépens de celui beaucoup plus rare du cueilleur, alors que la viande constituait en réalité une part minime de l’alimentation des chasseurs-cueilleurs (entre 20% et 35%). Cette question du récit est également la base de la réflexion de l’autrice et essayiste française Alice Zéniter dans Je suis une fille sans histoire. Elle y explique l’importance de créer de nouveaux récits et narratifs pour bouleverser les représentations collectives habituelles du monde, souvent patriarcales et où la nature et les femmes n’existent qu’au service des hommes.
La science-fiction, avec comme tête de file Ursula K. Le Guin, est donc un genre privilégié de l’écoféminisme depuis les années 1970 aux Etats-Unis. Becky Chambers est également une des figure majeures de la science-fiction écoféministe.  Le genre se réinvente continuellement avec de jeunes autrices contemporaines comme Phœbe Hadjimarkos Clarke.

D’après l’universitaire française Emilie Hache, la littérature permet également de Reclaim : 
Reclaim est un terme difficilement traduisible, que les éco-féministes empruntent au lexique écologique, signifiant “défricher”, “assainir”, “reconvertir”, et qu’elles utilisent au sens figuré de “réhabiliter quelque chose et (en) guérir”.
Elle a d’ailleurs publié une anthologie de textes écoféministes pionniers, traduit pour la première fois en français et précisément appelée Reclaim aux éditions Cambourakis en 2016.
Enfin, la littérature écoféministe permet également la réécriture de récits dominants, c’est par exemple ce que fait l’argentine Gabriela Cabezón Cámara dans l’épopée Les Aventures de la China Iron, lauréate du Prix Médicis 2021.

## Thématiques écoféministes dans la culture cinématographique populaire
On observe dans la culture artistique populaire du début du XXe siècle un foisonnement de thèmes écoféministes. La philosophe Jeanne Burgart-Goutal, qui fit de l'écoféminisme son objet de recherche, cite en exemples Princesse Mononoké (1997), de Hayao Miyazaki, Le nouveau monde (2005), de Terrence Malick, Avatar (2009) de James Cameron, Mad Max : Fury Road (2015) de George Miller, ou encore Vaiana (2016) des studios Disney. Dans des registres différents, ces films associent femme et nature pour trouver une solution aux destructions infligées à l'environnement. Ainsi, dans le dernier exemple, le film d'animation Vaiana, l’ile de Motunui fait face à un épuisement des ressources, et les pêcheurs ne trouvent plus de poissons, la Terre ayant été blessée. Vaiana, la jeune héroïne de 16 ans, réussira à mener sa quête. Pour Jeanne Burgart-Goutal, la médiatisation de thèmes écoféministes dans la culture populaire s'accompagne souvent d'une simplification d'un courant de pensée pourtant complexe et traversé par de nombreuses tendances. 
Bref : l’heure semble être à l’écoféminisme, dont les thèmes travaillent l’inconscient collectif. Et pourtant, cette lame de fond se produit dans l’ignorance quasi-totale de l’écoféminisme, de son histoire, de son corpus, souvent même de son existence ! [...]

Cette amnésie collective n’est pas seulement regrettable ; elle est dangereuse. Le risque, c’est la résurgence exclusive des seules versions les plus simplistes et manichéennes de l’écoféminisme, l’éternel retour des mêmes faux problèmes, des mêmes pièges et écueils que le mouvement a patiemment appris à surmonter depuis sa naissance. Les films cités en exemples, malgré leurs qualités, en sont de (belles) illustrations : imbibés d’un romantisme parfois teinté de New Age, ils jouent à plein la carte fantasmagorique de l’opposition entre une « civilisation » pourrie et un Eden où « la Nature » et « la Femme », héroïnes salvatrices, prendraient en charge la rédemption de l’Humanité.
Le traitement des thématiques écoféministes dans la culture cinématographique populaire s'expose ainsi à l'une des critiques les plus couramment faites à l'écoféminisme, celle de l'essentialisme, ou selon les mots de Janet Biehl, d'un « [renforcement] des stéréotypes de genre ».
Les écoféministes ont besoin d’une «nature» féminine éternelle pour garantir que les femmes resteront toujours les créatures aimantes, pacifiques et écologistes qu’elles sont supposées avoir été depuis le lointain Néolithique.
Jeanne Burgart-Goutal rappelle que cette critique n'a lieu d'être que pour certains sous-courants seulement de l'écoféminisme, comme « l'éco-maternalisme », « l'écoféminisme spiritualiste » ou « le féminisme de la nature » et ne concernent pas une grande partie du corpus écoféministe, et notamment des autrices comme Val Plumwood, Rosemary Radford Ruether, Maria Mies, ou encore Donna Haraway.

## Liste d'artistes écoféministes connues
- Helene Aylon
- Lillian Ball
- Betty Beaumont
- Jackie Brookner
- Joyce Cutler Shaw
- Betsy Damon
- Agnes Denes
- Mary Beth Edelson
- Erica Fielder
- Eulàlia Grau
- Donna Henes
- Basia Irland
- Patricia Johanson
- Jo Hanson
- Ruth Hardinger
- Lynne Hull
- Natalie Jeremijenko
- Sant Khalsa
- Eve Andree Laramee
- Robin Lasser
- Stacy Levy
- Jil Love
- Lenore Malin
- Dominique Mazeaud
- Ana Mendieta
- Kathryn Miller
- Aimee Morgana
- Eve Mosher
- Beverly Naidus
- Aviva Rahmani
- Ann Rosenthal
- Rachel Rosenthal
- Christie Rupp
- Shelley Sacks
- Alyce Santoro
- Bonnie Ora Sherk
- Susan Leibovitz Steinman
- Mierle Laderman Ukeles
- Linda Weintraub
- Insa Winkler
- Shai Zakai
- Mary Mattingly